# Top Rap Albums
Le Top Rap Albums est un classement publié par le magazine Billboard qui classe les albums de rap à partir des ventes comptabilisées par Nielsen Soundscan.
Ce classement a été publié pour la première fois le 13 novembre 2004 et le premier album numéro un était Unfinished Business de Jay-Z et R. Kelly.